# Imamaat Oman
Het Imamaat Oman was van 1913 tot 1957 een door een rebellenregering bestuurde staat in het binnenland van Oman. Het staatshoofd was een imam.

## Lijst van imams van het Imamaat Oman
- 1913 - 1920: Salim ibn Rashid al-Kharusi
- 1920 - 1954: Abu `Abd Allah Muhammad ibn `Abd Allah al-Khalili al-Kharusi
- 1954 - 1955: Ghalib ibn `Ali al-Hinawi
- 1955 - 1957: geen Imam
- 1957 - 1957: Ghalib ibn `Ali al-Hinawi